# قطر هیدرولیک
قطر هیدرولیک(به انگلیسی: Hydraulic diameter) طول مشخصه‌ای است که در کانال‌های باز یا مقاطع غیر مدور مطرح می‌شود.از این کمیت برای زمانی که سیال مورد نظر در مقطعی غیر دایره‌ای در حرکت است استفاده می‌شود.این کمیت با نماد DH نشان داده می‌شود و به این صورت تعریف می‌شود:
{\displaystyle D_{H}={\frac {4A}{P}}}
در این رابطه {\displaystyle P} محیط خیس شده سطح مقطع جریان و {\displaystyle A} سطح مقطع جریان است.
برای مقطع دایره‌ای قطر هیدرولیک به صورت زیر تعریف می‌شود:
{\displaystyle D_{H}={\frac {4{\frac {\pi D^{2}}{4}}}{\pi D}}=D}

## فهرست قطرهای هیدرولیکی
| هندسه                             | شکل | قطر هیدرولیک                                                                                      | توضیح                                                                            |
| --------------------------------- | --- | ------------------------------------------------------------------------------------------------- | -------------------------------------------------------------------------------- |
| لوله دایروی                       |     | {\displaystyle D_{H}={\frac {4(\pi D^{2}/4)}{\pi D}}=D}                                           | برای یک لوله دایروی، قطر هیدرولیک همان قطر لوله می باشد.                         |
| حلقه                              |     | {\displaystyle D_{H}={\frac {4\cdot \pi (D_{o}^{2}-D_{i}^{2})/4}{\pi (D_{o}+D_{i})}}=D_{o}-D_{i}} |                                                                                  |
| کانال مربعی                       |     | {\displaystyle D_{H}={\frac {4a^{2}}{4a}}=a}                                                      |                                                                                  |
| کانال مستطیلی (کاملا توپر)        |     | {\displaystyle D_{H}={\frac {4ab}{2\left(a+b\right)}}={\frac {2ab}{a+b}}}                         |                                                                                  |
| کانال آب یا کانال مستطیلی نیمه پر |     | {\displaystyle D_{H}={\frac {4ab}{2a+b}}}                                                         | برای کیس های با عرض بسیار زیاد مانند یک شکاف با عرض b که b ≫ a, بنابراین DH = 4a |